# Новый Тукшум
Новый Тукшум — село в Шигонском районе Самарской областив составе сельского поселения Береговой.

## География
Находится на расстоянии примерно 26 километров на северо-северо-запад от районного центра — села Шигоны.

## История
Село известно с 1785 года. Принадлежало графам Орловым-Давыдовам. В 1859 году 172 двора и 1171 житель, в 1896 — 339 дворов и 1323 жителя. Церковь построили в 1816 году. В поздний советский период входило в совхоз «Новодевиченский».

## Население
Постоянное население составляло 165 человек (русские 84 %) в 2002 году, 109 в 2010 году.